# Тенеграфия
Тенеграфия — представление, в котором изображение создаётся посредством теней, отбрасываемых руками актёра и находящимися в них предметами на некую светлую освещённую поверхность, в качестве которой может выступать стена, большой лист бумаги, скатерть, марлевый или нейлоновый экран и так далее.
Когда именно тенеграфия появилась впервые — неизвестно: вероятно, это произошло ещё в первобытном обществе, но как именно искусство она возникла в странах Дальнего Востока, в первую очередь Китае и Индонезии, в виде театров теней.
В Европе как профессиональное искусство тенеграфия появилась и стала популярной в XIX веке благодаря французскому фокуснику Фелисьену Тревьё, который изучал аналогичное искусство на Востоке, написал по тенеграфии несколько книг, разработал собственные методы изображения фигур людей, различных животных и предметов и популяризировал её в европейских странах.
Популярность тенеграфии пошла на спад в конце 1920-х годов, с появлением кинематографа и телевидения и в связи с массовым внедрением электрического освещения, которое не давало возможности создать такие же хорошие тени, как при свечах.